# Gerard Martens
Gerard Martens (Bocholt, 31 oktober 1926 – aldaar, 1 juli 2008) was een Belgisch politicus en ondernemer.
Martens werd geboren als de zoon van de voormalige burgemeester en bierbrouwer Frans Martens. Binnen een familie die sinds 1758 eigenaar en uitbater is van de Brouwerij Martens in Bocholt. Hij werd er afgevaardigd bestuurder en behoorde tot de zevende generaties van het familiaal bedrijf.
Martens was van 1965 tot 1988 schepen in Bocholt, en van 1989 tot 1992 was hij er burgemeester. Zijn zoon Jan was tijdens de bestuursperiode 2007-2012 een tweetal jaar schepen en nadien gemeenteraadslid.